# Nymphomaniac
Nymphomaniac (titeln även stiliserad Nymph()maniac) är en dansk dramafilm från 2013 i regi av Lars von Trier. Filmen, som är ett fyra timmars drama i två delar, följer nymfomanen Joe spelad av Charlotte Gainsbourg.

## Rollista
- Charlotte Gainsbourg – Joe
- Stellan Skarsgård – Seligman
- Stacy Martin – Joe som ung
- Shia LaBeouf – Jerôme
- Christian Slater – Joes far
- Jamie Bell – K
- Uma Thurman – Mrs. H
- Willem Dafoe – L
- Mia Goth – P
- Sophie Kennedy Clark – B
- Connie Nielsen – Joes mor
- Michaël Pas – Jerôme som äldre
- Jean-Marc Barr
- Udo Kier – Servitör
- Jesper Christensen – Jerômes farbror
- Jens Albinus – S
- Nicolas Bro – F
- Shanti Roney – Tolk
- Kate Ashfield – Terapeut
- Caroline Goodall – Psykolog
- Saskia Reeves – Sjuksköterska
- Tania Carlin – Renée
- Omar Shargawi – Ligist
- Severin von Hoensbroech
- Daniela Lebang – Brunelda
- James Northcote – Yngling på tåg